# 利伯蒂鎮區 (堪薩斯州考利縣)
利伯蒂鎮區（英語：Liberty Township）為美國堪薩斯州考利縣轄下的鎮區。2010年美国人口普查中該鎮區人口有163人。

## 地理
利伯蒂鎮區涵蓋面積124.28平方（47.98平方英里），境內無城市。

### 墓園
根據美國地質調查局的資料，此鎮區擁有2座墓園：
- 普雷里里奇墓園（Prairie Ridge Cemetery）
- 羅斯瓦利墓園（Rose Valley Cemetery）

### 溪流
通過此鎮區的溪流有：
- 克拉布溪（Crabb Creek）
- 哈珀溪（Harper Creek）
- 霍斯溪（Horse Creek）
- 佩布爾溪（Pebble Creek）
- 懷爾德卡特溪（Wildcat Creek）

## 人口統計
根據2010年美國人口普查，利伯蒂鎮區人口有163人，住房67戶，人口密度為1.31人/每平方公里。此鎮區居民之種族中，白人佔95.09%，非裔美國人佔0%，美洲原住民佔2.45%，亞裔美國人佔0%，太平洋島裔美國人佔0%，其他種族佔0%，混血種族則佔2.45%。而西班牙裔或拉丁裔美國人佔此鎮區人口的1.23%。

## 外部連結
- City-Data.com（页面存档备份，存于）